# KS Warszawianka

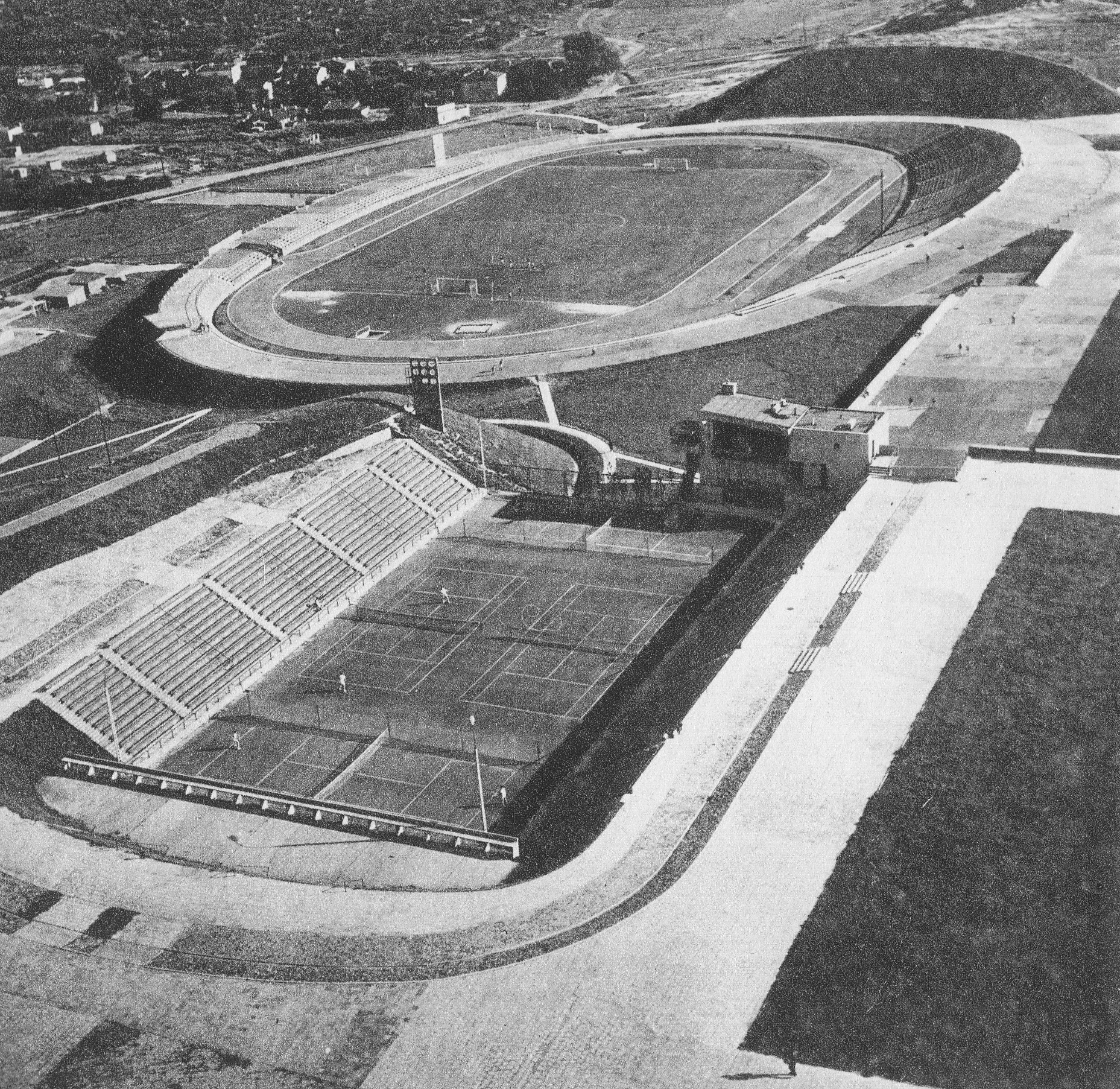
Stadion und Tennisplätze in den 1960ern

Der Klub Sportowy Warszawianka ist ein polnischer Sportverein aus der Hauptstadt Warschau. Der Verein wurde 1921 von den bürgerlichen Familien Luxemburg und Loth begründet und hatte als Hauptzweck zunächst den Fußball. Dieser Tage liegt das Hauptaugenmerk auf Leichtathletik, Handball, Fechten und Tennis.

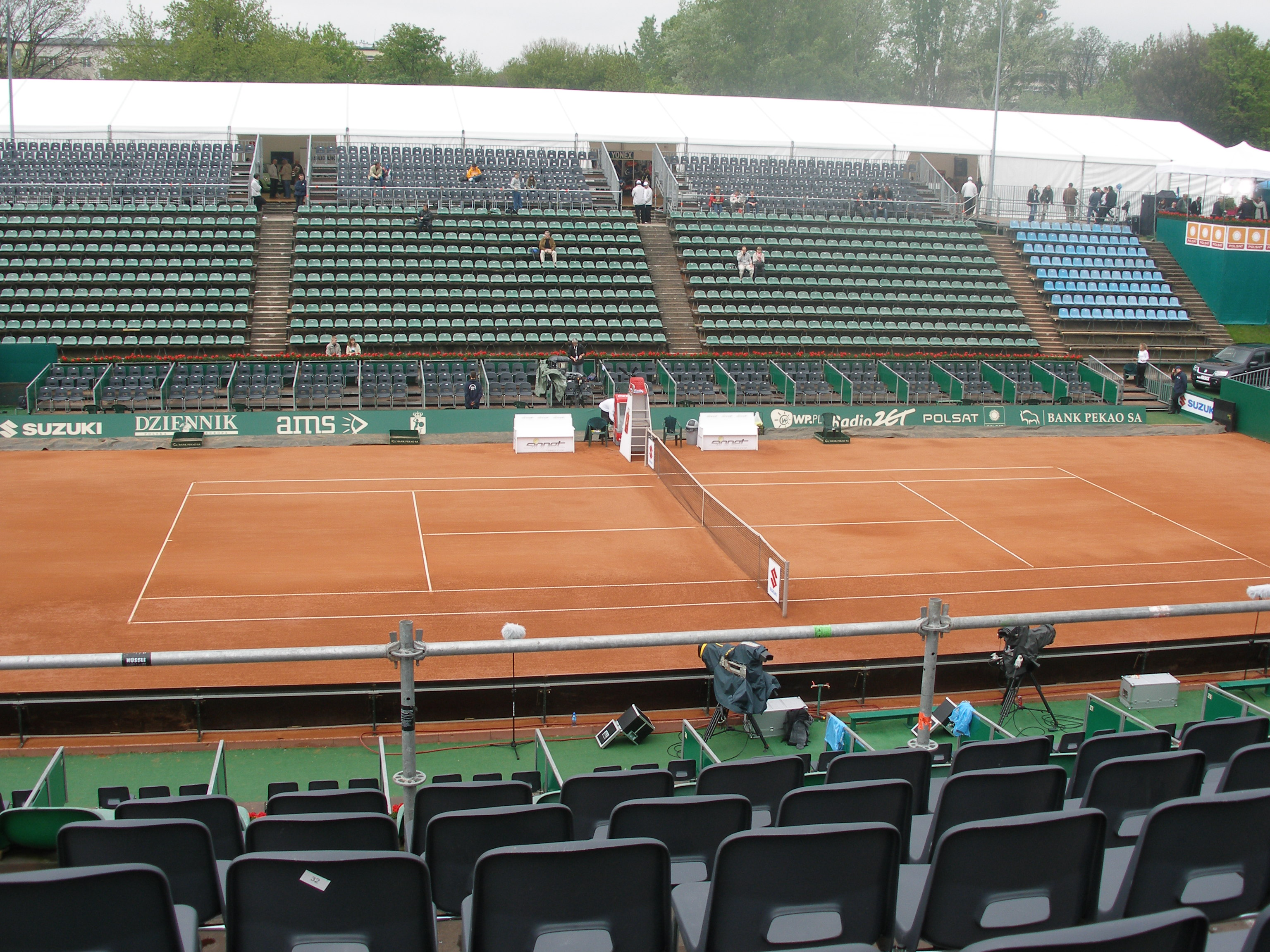
Tennis-Stadion Warszawiankas

Zwischenzeitlich wurden unter anderem auch Basketball, Schwimmen, Radsport und Eishockey betrieben. Die Eishockeymannschaft wurde 1939 polnischer Vizemeister. Die Leichtathleten Stanisława Walasiewicz und Janusz Kusociński gewannen olympisches Gold 1932 in Los Angeles und auch die Fechter errangen mehrere olympische Medaillen. Die Boxer stellten 1937 einen Europameister.
Die Fußballmannschaft wurde 1925 Warschauer Stadtmeister und war 1927 Gründungsmitglied der nationalen polnischen Fußball-Liga. Am Ende des Jahres wurde Warszawianka unter der Leitung des österreichischen Trainers Richard Dombi dreizehnter der 14-Mitglieder Liga und vermied den Abstieg. Mit Ausnahme des Jahres 1936, als Warszawianka Fünfter wurde, beendete der Verein die Spielzeiten bis zum Ausbruch des Zweiten Weltkriegs stets in der unteren Tabellenhälfte. Im Laufe der 1930er Jahre erwarb Warszawianka ein großes Grundstück – das heutzutage vom KS Skra belegt ist – auf dem neben dem Vereinshaus eine Sporthalle und zahlreiche Spielfelder für Fußball und Hockey eingerichtet wurden. 1941 wurde hier zudem ein Stadion für 50.000 Zuseher eröffnet.
Nach dem Zweiten Weltkrieg fruchteten Bemühungen zur Wiederbelebung des Vereins nicht. Was verblieben war, wurde in den neuen Verein Start integriert. Im Februar 1957 wurde der Verein aber schließlich wiedergegründet. Auf einem neuen Gelände wurde 1961 ein neues Stadion eröffnet. Im Fußball konnte der Verein nicht mehr an alte Zeiten anschließen, was 1971 zur Auflösung der Abteilung führte. 1992 erhielt der Verein sein heutiges Grundstück von etwa 16 Hektar auf dem Warszawianka seither eine moderne Infrastruktur errichtet hat.
Neben den Vereinen Pogoń Lwów, der sich in der nach dem Zweiten Weltkrieg in der von der UdSSR annektierten Stadt Lwów befand und Amica Wronki, der 2006 mit Lech Posen fusionierte, ist Warszawianka der einzige polnische Fußballverein, der nie einen formellen Abstieg aus der ersten Liga durchlitt.

## Bedeutende Sportler
- Juliusz Joksch, polnischer Fußballnationalspieler
- Stanisław Baran, Teilnehmer an der Fußballweltmeisterschaft 1938
- Stanisława Walasiewicz, 100-m-Läuferin, olympisches Gold 1932, Silber 1936
- Adam Knioła, polnischer Fußballmeister 1929
- Janusz Kusociński, 10.000-m-Läufer, olympisches Gold 1932
- Bronisław Makowski, polnischer Fußballmeister 1927 und 1928
- Władysław Segda, Fechter, olympische Bronzemedaille 1928, 1932
- Tadeusz Friedrich, Fechter, olympisches Silber 1928, Bronze 1932
- Marian Suski, Fechter, olympische Bronzemedaille 1932
- Aleksander Polus, Boxen, Europameister 1937
- Emil Ochyra, Fechter, olympisches Silber 1960, Bronze 1964
- Bogdan Kowalczyk, Olympiateilnehmer 1972 als Handballspieler sowie 1984 und 1988 Handballnationaltrainer Islands